# Tournée de l'équipe de France de rugby à XIII en 1964
La tournée de l'équipe de France de rugby à XIII en 1964 est la quatrième tournée d'une équipe de rugby à XIII représentant la France en hémisphère sud, la dernière étant en 1960. Elle se déroule en Australie et en Nouvelle-Zélande, voit l'équipe de France être battue lors de ses six Test-matchs.

## Résultats des test-matchs
Le tableau suivant récapitule les résultats de l'équipe de France contre les équipes nationales. 
| No | Date            | Lieu                                    | Match                     | Score   | Compétition |
| -- | --------------- | --------------------------------------- | ------------------------- | ------- | ----------- |
| 1  | 13 juin 1964    | Sydney Cricket Ground - Australie       | Australie – France        | 20 – 6  | test match  |
| 2  | 4 juillet 1964  | Lang Park - Australie                   | Australie – France        | 27 – 2  | test match  |
| 3  | 18 juillet 1964 | Sydney Cricket Ground - Australie       | Australie – France        | 35 – 9  | test match  |
| 4  | 25 juillet 1964 | Carlaw Park - Nouvelle-Zélande          | Nouvelle-Zélande – France | 24 – 16 | test match  |
| 5  | 1 août 1964     | Orangetheory Stadium - Nouvelle-Zélande | Nouvelle-Zélande – France | 18 – 8  | test match  |
| 6  | 15 août 1964    | Carlaw Park - Nouvelle-Zélande          | Nouvelle-Zélande – France | 10 – 2  | test match  |

## Groupe de la tournée
L'équipe de France est managée par Antoine Blain et Jean Barrès. Le trio d'entraîneurs est composé de René Duffort, Bill Moore et Félix Bergèse.
| Joueur               | Date de naissance | Club               |
| Georges Aillères     | 3 décembre 1934   | Toulouse           |
| Pierre Azalbert      |                   | Marseille          |
| Michel Bardes        | 20 janvier 1943   | Roanne             |
| Georges Bertrand     |                   | Villeneuve-sur-Lot |
| Michel Boule         | 7 mars 1937       | Lézignan           |
| André Bourreil       | 1er décembre 1937 | XIII Catalan       |
| André Carrère        | 8 mai 1932        | Lézignan           |
| Henri Castel         | 8 août 1933       | Carcassonne        |
| Henri Chamorin       | 18 juillet 1941   | XIII Catalan       |
| Édouard Duseigneur   | 15 avril 1939     | XIII Catalan       |
| Robert Eramouspé     | 8 septembre 1935  | Roanne             |
| Serge Estiau         | 4 mai 1937        | Roanne             |
| Jean Etcheberry      | 1er mars 1933     | Toulouse           |
| Bernard Fabre (c)    | 7 septembre 1935  | Albi               |
| Laurent Faletti      | 22 mars 1939      | Carcassonne        |
| Roger Garnung        | 2 décembre 1935   | Bordeaux-Facture   |
| Jean Graciet         | 10 juillet 1937   | Marseille          |
| Joseph Lapoterie     | 7 juillet 1937    | Celtic de Paris    |
| Hervé Larrue         | 5 juillet 1935    | XIII Catalan       |
| Jean-Pierre Lecompte | 26 juin 1941      | Saint-Gaudens      |
| Claude Mantoulan     | 5 mars 1936       | XIII Catalan       |
| Francis Mas          | 8 novembre 1938   | XIII Catalan       |
| Jean Panno           | 21 juillet 1932   | Villeneuve-sur-Lot |
| Pierre Plô           | 23 novembre 1944  | Montpellier        |
| Christian Sabatié    | 20 juin 1941      | Villeneuve-sur-Lot |
| Gérard Savonne       | 13 octobre 1939   | Limoux             |
| Louis Vergé          | 6 octobre 1938    | Carcassonne        |
| Jean Villeneuve      |                   | Albi               |